# Canale 5
Canale 5 (ital. Canale cinque) ist ein privater italienischer Fernsehsender der Sendergruppe MediaForEurope (MFE). Bis vor einigen Jahren sendete er nachmittags Zeichentrickserien, an deren Stelle werden heute vermehrt italienische Reality-Shows, wie Uomini e donne oder Amici di Maria De Filippi, gezeigt.
Über den Satelliten Hotbird ist Canale 5 auch in Deutschland empfangbar. Seit 2015 ist das Signal verschlüsselt und nur mehr mit Decoder zu sehen.

## Sendungen von Canale 5

### Nachrichten und Infotainment
- TG5 (Nachrichten von Canale 5)
- Matrix

### Reality
- Grande Fratello – Big Brother
- Amici di Maria De Filippi

### Shows
- Pomeriggio Cinque
- Lo Show dei Record – Guinness World Records
- Mattino Cinque
- Forum
- Domenica Cinque
- Verissimo
- Chi vuole essere Millionario?  – Who Wants to Be a Millionaire?
- Avanti un altro
- lo canto
- The Money Drop – Rette die Million!

### Serien
- Beautiful – Reich und Schön
- Centovetrine
- Il Segreto
- Cuore Ribelle

Terra Amara
La promessa
Una vita